# Villa Granado
Villa Granado ist eine Ortschaft im Departamento Cochabamba im südamerikanischen Anden-Staat Bolivien.

## Lage im Nahraum
Villa Granado ist zentrale Ortschaft des Kanton Villa Granado im Municipio Aiquile in der Provinz Narciso Campero. Der Ort liegt auf einer Höhe von 2145 m am rechten, östlichen Ufer des Río Salto Mayu, einem Nebenfluss des Río Mizque, in einem Täler der Sierra de Catatiri.

## Geographie
Villa Granado liegt zwischen den Gebirgsketten der bolivianischen Cordillera Oriental und der Cordillera Central. Das Klima ist geprägt durch ganzjährig frühlingshafte Temperaturen und geringe Niederschläge.
Die Jahresdurchschnittstemperatur der Region liegt bei etwa 20 °C (siehe Klimadiagramm Mizque) und einem Jahresniederschlag von 550 mm. Der Sommer von Oktober bis März weist monatliche Durchschnittstemperaturen von 22 °C auf, kälteste Monate sind Juni und Juli mit gut 17 °C. Von April bis Oktober herrscht Trockenzeit mit Niederschlägen unter 20 mm, der Sommer weist von Dezember bis Februar Niederschläge von 110 bis 135 mm auf.

## Verkehrsnetz
Villa Granado liegt in einer Entfernung von 211 Straßenkilometern südöstlich von Cochabamba, der Hauptstadt des Departamentos.
Von Cochabamba aus führt die Nationalstraße Ruta 7 in südöstlicher Richtung über 44 Kilometer nach Paracaya und weiter ins bolivianische Tiefland nach Santa Cruz. In Paracaya zweigt die 147 Kilometer lange Ruta 23 in südöstlicher Richtung ab und führt nach Aiquile. Drei Kilometer nördlich von Aiquile zweigt die Ruta 5 in östlicher Richtung ab, überquert den Río Mayu Khari und erreicht nach insgesamt 23 Kilometern Villa Granado, von wo aus sie weiter nach Peña Colorada und von dort nach Saipina führt.

## Bevölkerung
Die Einwohnerzahl der Ortschaft ist in den vergangenen beiden Jahrzehnten auf mehr als das Dreifache angestiegen:
| Jahr | Einwohner | Quelle       |
| ---- | --------- | ------------ |
| 1992 | 217       | Volkszählung |
| 2001 | 275       | Volkszählung |
| 2012 | 682       | Volkszählung |
| 2024 |           | Volkszählung |